# Anthrosol
Anthrosol er kulturjord, som har været dyrket gennem længere tid. Den har et højt indhold af humus, gødningsstoffer (især fosfater), og der findes tit potteskår, murbrokker og andre spor efter mennesker i jorden. Typen dannes ved lang tids landbrugsdrift med gødskning og tilførsel af møg eller andet affald. Denne jordbrundstype er almindelig omkring landsbyer og gårde i hele Danmark.
Anthrosol er et element i World Reference Base for Soil Resources.